# Čingiz Ajtmatov
Čingiz Torekulovič Ajtmatov, kyrgyzsky Чыңгыз Айтматов, rusky Чингиз Торекулович Айтматов, (12. prosince 1928 – 10. června 2008) byl kyrgyzský spisovatel, prozaik a publicista, píšící kyrgyzsky a rusky, jeden z představitelů tzv. magického realismu. Proslavila ho milostná novela Džamila (1959), zasazená do období 2. světové války, za kterou obdržel Leninovu cenu.
V tvorbě Čingize Ajtmatova se obdivuhodným způsobem snoubí realismus a legenda, motivy národní kyrgyzské kultury, témata humanismu a hlubokého člověčenství. Jeho tvorba je poetická natolik, nakolik může být próza přirovnávána k poezii.

## Život
Čingiz Ajtmatov se narodil 12. prosince 1928 v rodině Torekula a Nagimy Ajtmatových, ve vesnici Šeker v Talaské oblasti, Kyrgyzstánu. Byl kyrgyzské národnosti (jeho otec byl Kyrgyz, matka Tatarka). Podle kyrgyzské tradice má každý znát všechny své předky až do sedmého pokolení a Čingiz znal opravdu každého z nich jménem a o každém věděl, čeho ve svém životě dosáhl. Jméno Čingiz dostal Ajtmatov podle slavného vojevůdce Čingischána.
Rodina Ajtmatova držela vždy při sobě. Čingizovi byla blízká zejména jeho babička, která ho brala s sebou na významné oslavy a setkání (např. svatby, pohřby, lidové hry), k vypravěčům národních bájí, zpěvákům. Spisovatel reflektuje tyto své zážitky z dětství ve své tvorbě, která je protkána kyrgyzským národním koloritem a změnami, které pro národ přineslo období sovětské moci.
Otec Čingize Ajtmatova, Torekul, byl významným politickým činovníkem Kyrgyzské sovětské socialistické republiky. V roce 1935 odjel s rodinou do Moskvy studovat politickou školu. V roce 1937 byl však zatčen, obviněn z buržoazního nacionalismu a spolu s mnoha dalšími kyrgyzskými komunisty o rok později popraven. Čingize spolu s jeho dalšími sourozenci vychovávala matka sama, rodina nesla punc nepřítele sovětského národa.
Čingiz Ajtmatov vystudoval Vysokou školu zemědělskou ve Frunze (dnes Biškek) a pracoval jako zootechnik a veterinář až do roku 1966. Mezitím vystudoval Literární institut Maxima Gorkého v Moskvě, přispíval do novin v ruštině a v kyrgyzštině, překládal. V roce 1963 obdržel Ajtmatov Leninovu cenu za povídku Džamila. V roce 1968 obdržel státní cenu za povídku Na shledanou, Gulsari!, což bylo jeho první literární dílo napsané v ruštině. Je jedním ze dvou spisovatelů za střední Asie, kteří sovětské státní ocenění za literaturu obdrželi. Ajtmatov psal jak v ruském jazyce, tak v kyrgyzském jazyce.
V roce 1973 podepsal otevřený dopis proti Sacharovovi a Solženicynovi.
Ajtmatov byl dvakrát ženatý. Před rozpadem SSSR pracoval jako velvyslanec Sovětského svazu v Lucembursku, poté jako velvyslanec Kyrgyzské republiky v Belgii, Lucembursku, Nizozemsku, EU, NATO a UNESCO. V roce 2008 byl zvolen členem představenstva BTA BANK JSC.
Ve stáří Ajtmatov trpěl cukrovkou. Zemřel 10. června 2008 v nemocnici v Norimberku, kde se léčil. Dne 14. června 2008 byl pohřben v historicko-pamětním komplexu Ata-Bejit na předměstí Biškeku. Den jeho pohřbu byl prohlášen dnem smutku v Kyrgyzstánu.

## Dílo
Milostná novela:
- Džamila (novela), absolventská práce literárního institutu 1958, tiskem vyšla 1959, poprvé zfilmována 1969

Romány reprezentující magický realismus:
- Stanice Bouřná („Буранный полустанок"(„И дольше века длится день"), 1981) – román obsahující tři tematické roviny: rovinu mýtu, současnosti (s reminiscencemi stalinského období) a budoucnosti (kosmické lety), které se ale spojují v momentu, kdy si člověk uvědomuje, že jeho místo na světě je po boku předků (kniha byla též vydána v mírně odlišné verzi pod názvy A věku delší bývá den nebo Den delší než století)
- Bílá loď („Белый пароход"), 1970)
- Popraviště („Плаха", 1986) – odhaluje kritický stav dnešního světa, pro časté parafráze biblických motivů bývá román často řazen do postmodernismu (magickeho realismu)
- Když padají hory („Когда падают горы" („Вечная невеста"), 2006)

## Vyznamenání

### Sovětská a kyrgyzská vyznamenání
- Hrdina socialistické práce – Sovětský svaz, 31. července 1978
- Leninův řád – Sovětský svaz, 2. července 1971 a 31. července 1978
- Řád Říjnové revoluce – Sovětský svaz, 12. prosince 1988
- Řád rudého praporu práce – Sovětský svaz, 4. května 1962 a 28. října 1967
- Řád přátelství mezi národy – Sovětský svaz, 16. listopadu 1984
- Leninova cena – Sovětský svaz, 1963
- Státní cena SSSR – Sovětský svaz, 1968, 1977 a 1983
- Hrdina Kyrgyzstánu – Kyrgyzstán, 4. února 1997 – za mimořádný přínos do pokladnice národní kultury, za rozsáhlou popularizaci duchovních hodnot kyrgyzského lidu na mezinárodní úrovni a za aktivní veřejnou činnost[5]
- Manasův řád I. třídy – Kyrgyzstán, 24. května 1999 – za vynikající přínos o péči o Manasův epos[6]

### Zahraniční vyznamenání
- Řád přátelství – Uzbekistán, 30. srpna 1995 – udělil prezident Islam Karimov za velký přínos k posílení přátelství a všestranné spolupráce mezi národy na základě myšlenek humanismu a univerzálních hodnot[7]
- Řád přátelství – Rusko, 8. prosince 1998 – udělil prezident Boris Jelcin za velký přínos k rozvoji moderní literatury a posílení kulturních vazeb mezi národy[8]
- Řád za vynikající zásluhy – Uzbekistán, 11. prosince 1998 – udělil prezident Islam Karimov za obrovský přínos k rozvoji přátelských vztahů mezi národy Uzbekistánu a Kyrgyzstánu, prohloubení historicky ustanovených uzbecko-kyrgyzských kulturních a duchovních vazeb, posílení tradičních vazeb dobrého sousedství mezi národy ve Střední Asii a za velké zásluhy v literární oblasti[9]
- Řád vlasti – Kazachstán, 23. ledna 1999 – za vynikající úspěchy v rozvoji světové literatury, přínos k vzájemnému obohacení a sbližování kultur kazašského a kyrgyzského národa[10]

- důstojník Záslužného řádu Maďarské republiky – Maďarsko, 2006
- Řád přátelství – Ázerbájdžán, 25. února 2008 – udělil prezident Ilham Alijev za posílení vztahů mezi Ázerbájdžánem a Kyrgyzstánem[11]